# Леутарська музика
Леута́рська музика або лаута́рська музика (рум. muzică lăutărească) — музична традиція, поширена в румунських історичних регіонах (Валахія, Молдова та Трансильванія). Її виконавцями є леутари — професійні музиканти, найчастіше ромського походження, які грають на весіллях, хрестинах, похоронах та інших громадських заходах. Леутарська музика охоплює широкий репертуар, що поєднує традиційні народні мелодії з елементами міської, орієнтальної та західної музичних традицій. Музиканти виконують твори на слух, часто використовуючи складну орнаментику та імпровізацію. Основні інструменти в старій леутарській музиці — скрипка, най і кобза.

## Леутарська та селянська музика
У традиційній румунській музичній культурі співіснували два напрями: професійна леутарська музика та аматорська селянська музика.
Для селянської музики були характерні інструментальні твори у темпі рубато, що виконувалися переважно на духових інструментах, таких як тилинка, флуєр (пов. флояра), кавал, бучум тощо. Вокальний репертуар включав дойни, бо́чети та колінди. Основними носіями цієї традиції були пастухи, а також селяни, які займалися іншими видами діяльності, для яких музика становила частиною побутової культури. Вони виконували її в домашніх умовах або у вузькому колі, рідше — на вечорницях. Репертуар, як правило, обмежувався кількома мелодіями. Інструменти зазвичай виготовлялися самостійно й могли відрізнятися за конструкцією, а ансамблеве виконання траплялося вкрай рідко.
Леутарська музика виконується професійними музикантами — леутарами, більшість з яких становлять роми, хоча серед них трапляються і представники інших етнічних груп. Димитрій Кантемир описував весільні традиції в Молдові XVIII століття: «…запрошують … музикантів, якими майже завжди є роми…». Аналогічна ситуація спостерігалася і в Валахії, при цьому в Буковині, Банаті, Марамуреші та Трансильванії участь румунських музикантів була значно більшою. За даними провідного румунського дослідника леутарської музики Сперанци Редулеску, близько 80 % румунських леутарів є ромами.
Леутари заробляють на життя музикою, виконуючи її на весіллях, хрестинах і похоронах у румунських та ромських громадах, відіграючи важливу роль своєрідних посередників у ритуальних процесах. Вони виступають переважно у складі музичних колективів, відомих як тарафи, і обирають більш складні інструменти. У їхньому складі переважають струнні інструменти — скрипка, кобза, цимбали, контрабас; зустрічаються також духові, такі як най і чимпой, у XX столітті з'явився акордеон. У Молдові існують також мідні духові оркестри леутарів (рум. fanfara, наприклад, Fanfara Zece Prăjini).
Чіткого стилістичного розмежування між двома напрямами румунської традиційної музики не існує: леутари, наприклад, часто використовують пастуші мелодії. Офіційна фольклорна музика, пропагована на телебаченні та радіо, являє собою формалізовану та адаптовану інтерпретацію обох напрямів.

## Історія
Професійні музиканти-леутари відомі в Молдові та Валахії щонайменше з XVI століття. Назва пов'язана зі словом «леу́та» (рум. lăuta) або «алеу́та» (рум. alăuta), що походить від араб. al-ʿūd (уд) — інструмента з родини лютень, ранньої форми кобзи. Перша документальна згадка про леутарів датується 1558 роком, коли господар Валахії Мирча Чобанул дарує леутара Русте ворнику Дінга з Молдови. З 1723 року в містах починають з'являтися перші гільдії леутарів. Виникнення гільдії професійних музикантів, імовірно, пов'язане з рабством ромів у румунських князівствах, яке тривало з кінця XIV століття до середини XIX. Князі, бояри та монастирі володіли ромськими рабами, серед яких були ковалі, кухарі та музиканти, що виступали на всіх святкуваннях. Після звільнення ромських рабів леутари поступово витіснили аматорських сільських музикантів, ставши основними виконавцями музики на громадських заходах у селах.
Початковими інструментами леутарів були скрипка (в архаїчній формі — ребек або кеменче), леута (алеута) та барабан. У XVIII—XIX століттях найпоширенішими інструментами серед леутарів були скрипка, най та кобза. У 1775 році французький історик Жан-Луї Карра, перебуваючи в Яссах, описував ромських музикантів, які виконували музику на скрипці, кобзі та дудці з вісьмома отворами. У 1820 році британський консул у князівствах Молдова і Валахія Вільям Уїлкінсон також згадував скрипку, най і кобзу як найбільш типові інструменти. З кінця XIX століття кобза поступово витіснялася цимбалами, які, своєю чергою, у XX столітті були частково замінені акордеоном. Молдовські леутари до кінця XIX століття перестали використовувати най, тоді як у Валахії інструмент зберігся.
Наприкінці XVIII — на початку XIX століття леутарська музика здебільшого являла собою сільський фольклор. За часів правління фанаріотів леутари часто подорожували Османською імперією, де виступали та звідки запозичували новий репертуар. Тіберіу Александру зазначає, що близько 1800 року найкращими скрипалями Константинополя були румунські роми. До середини XIX століття репертуар леутарів значно розширився, включивши популярні міські пісні, а також грецькі та турецькі мелодії. Деякі народні пісні у виконанні леутарів набули орієнтальних рис. Із середини XIX століття, з поширенням західної музики, в їхньому репертуарі з'явилися європейські танцювальні мелодії та фрагменти західної класичної музики. Хоча традиційно леутари грали на слух, у XX столітті серед них почали з'являтися музиканти, які володіли нотною грамотою.

### Транскрипції та записи
Румунський письменник, поет, композитор і фольклорист Антон Панн, використовуючи візантійську музичну нотацію, записав у своїй книзі «Окремі поезії, або Світські пісні» (1831, 1837) низку світських пісень, серед яких були й леутарські. Військовий капельмейстер Франсуа Рушіцький[ у 1834 році опублікував у Яссах збірник «Орієнтальна музика: 42 молдовські, валашські, грецькі та турецькі пісні і танці». Збірник містив переважно румунські народні мелодії, зокрема леутарські, транскрибовані для фортепіано. У 1852—1854 роках Кароль Мікулі, за рекомендацією письменника Васіле Александрі, познайомився з музикою буковинського леутара Ніколае Піку, що зумовило видання до видання чотирьох зошитів фортепіанних транскрипцій леутарської музики. Оскільки в XIX столітті ще не існувало методів точної фіксації народної музики, під час транскрипції нетемперована мелодика адаптувалася до класичного строю, а нерегулярний гнучкий ритм переводився в рівномірну метрику академічної музики.
У першій половині XX століття румунську традиційну музику, зокрема леутарську, записували композитор Бела Барток (1908—1917, на воскові циліндри) і румунсько-швейцарський музичний критик і фольклорист Константин Бреїлою (1928—1943, на воскові циліндри та грамофонні платівки). Барток також робив транскрипції леутарських пісень, що ввійшли до його дослідження до його дослідження народної музики румун комітату Біхор. Сперанца Редулеску, відома як «мама леутарів», займалася записом і дослідженням леутарської музики з середини 1970-х років.

### Культурні впливи
Ряд творів Бели Бартока демонструє вплив румунської леутарської музики, зокрема «Румунські народні танці» та «Рапсодія № 1 для скрипки та фортепіано». Румунсько-французький композитор Джордже Енеску в «Румунській рапсодії № 1» (1901) використав кілька леутарських мелодій, серед яких «Mugur, mugur, mugurel», опублікована Антоном Паном у 1837 році, та «Ciocârlia» Ангелуша Дініку.
О. С. Пушкін прожив у Кишиневі кілька років, і вечори з музикантами-леутарами були частиною його побуту. В. П. Горчаков писав: «…Пушкіна… захоплювала відома молдавська пісня „Тю юбескі пітімасура“, і ще з більшою увагою він прислухався до іншої пісні — „Ардема́ — Фриде — ма́“, з якою вже в той час він пов'язав нас своїм дивовижним наслідуванням, створивши з неї відому пісню в поемі „Цигани“, а саме: „ Жги меня, режь меня…“». У листі до П. А. Вяземського Пушкін зазначав: «Радію, однак, долі моєї пісні „Режь меня“. Це дуже близький переклад, надсилаю тобі дикий наспів оригіналу. Покажи це Вієльгорському — здається, мотив надзвичайно вдалий. Віддай його Полевому разом із піснею». Ноти «дикого наспіву» були надруковані у 1825 році в «Московському телеграфі». У коментарях до свого перекладу «Євгенія Онєгіна» Володимир Набоков простежив шлях молдавської леутарської пісні «Arde-mă și frige-mă» від її адаптації у перекладі Проспера Меріме поеми «Цигани» до арії Кармен в однойменній опері Бізе (фр. Coupe-moi, brûle-moi, je ne dirai rien….). Набоков також зазначав, що так звана молдавська пісня Пушкіна «Чорна шаль» була перекладена румунською мовою і стала «народною піснею». Переклад виконав у 1841 році молдавський поет і письменник Константин Негруцці, ім'я композитора залишається невідомим. У виконанні циганського співака Дона Думітру Сімініке ця пісня стала однією з знакових композицій леутарської музики.
Румунський фольклорист і музикознавець Теодор Бурада переповідає історію, опубліковану в журналі La Vie Parisienne, про зустріч у Яссах Ференца Ліста зі старійшиною леутарів Ясс Васіле Барбу, більш відомим як Барбу Леутару. У січні 1847 року, під час гастролей по Трансильванії, Валахії та Молдові, Ліст був запрошений у дім місцевого боярина, де для гостей грав тараф Барбу Леутару, що складався зі скрипки, ная та кобзи. Згідно з розповіддю, Ліст був захоплений грою Барбу Леутару, а також його здатністю точно відтворити на слух фортепіанний твір, який Ліст виконав перед ним. Сам Ліст згадує зустрічі з кількома леутарськими групами в Бухаресті та Яссах, не називаючи імен: «Ми виявили у них прекрасну жилу великої музичної традиції». Після зустрічі з леутаром Ніколае Піку Ліст включив у свою «Румунську рапсодію» мелодію молдавського танцю «Corăgheasca».

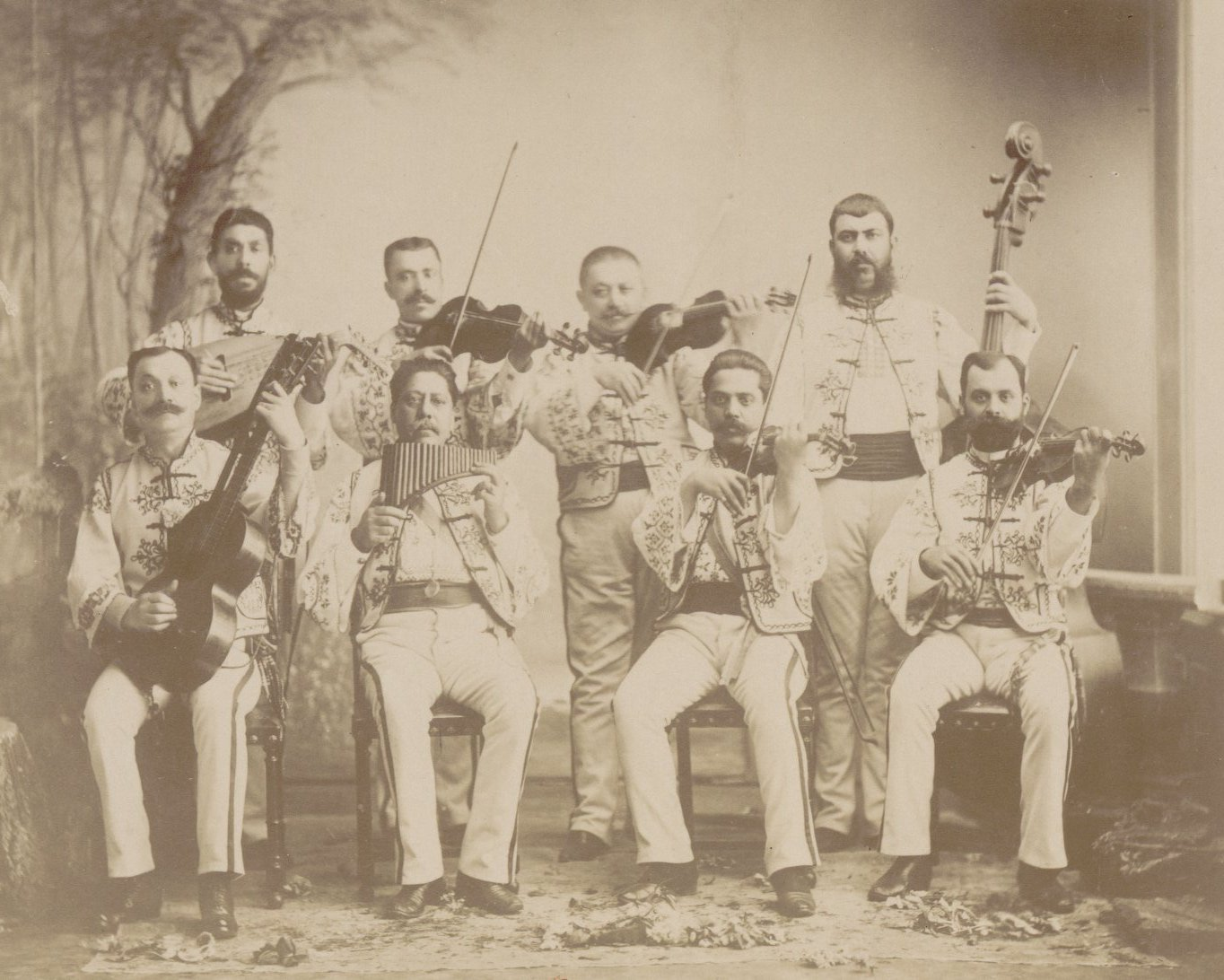
Надар — Всесвітня виставка в Парижі (1889). Тараф Дініку

У 1889 році леутари Іоніка Дініку та Ангелуш Дініку (батько та дід відомого леутара Григораша Дініку) взяли участь у Всесвітній виставці в Парижі. Серед виконуваних творів була мелодія для ная «Ciocârlia», авторство якої приписують Ангелушу Дініку. У транскрипції Григораша Дініку для скрипки ця мелодія стала одним із символів леутарської музики.
Французький оглядач у «Огляді Всесвітньої виставки 1889 року» відзначав музичні здібності румунських циган: «Ці істоти, надзвичайно обдаровані, майже самі є музичними інструментами».

## Стилі
Леутарська музика складна і витончена, а її виконання вимагає доброї техніки. Імпровізація є важливою частиною леутарської музики. У більшості випадків, коли леутар виконує мелодію, він її переосмислює. Це ріднить леутарську музику з джазом. Скрипка є центральним інструментом, а лаутари відомі своєю віртуозністю, розвиваючи унікальні техніки:
- Глісандо: Часто використовуються для з'єднання нот у повільних мелодіях, підкреслення швидких пасажів і виконання великих інтервалів. На відміну від західноєвропейських скрипалів, лаутари не приховують зміни позицій. Вони використовують короткі підйоми для сусідніх нот і довгі глісандо при зміні позиції.
- Вібрато: Загалом ширше та швидше, ніж у класичній музиці. Більшість лаутарських скрипалів використовують вібрато всією рукою, а не лише зап'ястям, через традиційний спосіб тримання скрипки. Деякі застосовують повільне широке вібрато, при якому пальці лежать пласко на струні.
- Смичкова техніка: Швидкі штрихи деташе, що виконуються лише рухом кисті та пальців, потужне мартеле[en], динамічне наростання звуку в середині смичкового руху (аналогічне класичному меса ді воче), а також баріолаж[en] для ритмічного ефекту.
- Скордатура[en]: Нетипові налаштування струн для досягнення більш повного резонансу та полегшення виконання складних гармоній[xv].
- Подвійні ноти[en]: Часто виконуються з відкритими струнами, імітуючи звучання чімпоя. Скордатура може застосовуватися для створення бурдонних ефектів і резонансних гармоній.
- Орнаментика: Виконується максимально швидко та включає трелі, морденти, аподжатури та мелізматичні проходи. Відмінною рисою є вібрато-трель, коли трельовий палець рухається близько до струни, створюючи швидкий, розмитий ефект.
- Експресивні ефекти: Гра на волосині смичка, прикріпленій до струни[35], sul ponticello (гра біля підставки, що імітує дихаючий тембр ная), а також крехц — вокальний орнамент, запозичений з клезмерської музики, що створює ефект зітхання, стогону легким ударом по верхній ноті з акцентом на нижню.

Леопольд Ауер у 1923 році пише про відомих усьому світу угорських скрипалів, циган, «…з якими можуть змагатися… лише цигани румунські».
Єдиного стилю леутарської музики не існує — її музичні форми варіюються залежно від регіону. Міська леутарська музика відрізняється від сільської. Сільські леутари, такі як Александру Черчел і Константин Лупу, ближчі до традиційної селянської музики. Міські леутари, навпаки, адаптують і розвивають музику, орієнтовану на міську аудиторію, так звану muzica de mahala. Як зазначають молдовські дослідники, стилістичні дослідження музики леутар Бессарабії практично відсутні, за винятком окремих фрагментів у книзі Котлярова.
Ніколає Філімон, письменник, фольклорист, музикант і перший румунський музичний критик, пише, що окрім пастуших мотивів, леутари черпали натхнення з візантійської церковної музики, орієнтальної (турецької) музики, а пізніше й з європейської.
Сперанца Редулеску підкреслювала, що леутарська музика — це не циганська, а румунська музика. Вона неодноразово записувала у леутар рідкісні або зовсім забуті румунські народні мелодії. Цигани-леутари стали чудовими хранителями румунської музичної традиції. Вона ж зазначала поєднання поваги до традиції з любов'ю до інновацій — леутари першими схоплюють нові мелодії, прийоми, тенденції. Тарафи та леутари відігравали ключову роль у збереженні традиційної музики, передаючи її з покоління в покоління та зберігаючи її автентичне звучання і стилістичні особливості.
Леутарська музика розвивалася під впливом смаків і вподобань замовників. У цих умовах леутари були змушені культивувати своєрідний «естетичний конформізм і еклектизм», адаптуючи свій репертуар до конкретного соціального контексту. Румунський і французький антрополог Віктор Стойкіце зазначає, що «одне з уявлень леутарів про музику полягає в тому, що вона полягає не стільки у вираженні власних почуттів, скільки в мистецтві маніпулювати емоціями слухачів».
Основними складовими леутарського репертуару були: балади або так звані «старовинні пісні»; музика для «слухання», танців і застіль; весільна музика; популярна або модна музика.
Музичні форми леутарської музики включають традиційні румунські танці — хора, сирба, бриу, корегя́ска, бету́та і калуш; мелодії з асиметричними ритмами — джампара́, бряза, рустем, леутарські манеле, кадиняска, а також любовні дойни… Весільна музика також містить марші, запозичені з репертуару військових оркестрів.
У леутарській музиці хори можуть виконуватися у повільному, експресивному стилі, що характеризується нерегулярними ритмічними групуваннями (наприклад, 5+4 або 11+9) замість звичайного строго дводольного метру. Хори, виконувані у середньому та швидкому темпах, іноді називаються hora lăutărească або hora țigănească, мають чіткий дводольний пульс в акомпанементі. Однак мелодичні та ритмічні підрозділи часто будуються на 12-дольних пермутаціях, створюючи синкопований ефект, що нагадує ритмічні структури в деяких жанрах американського джазу.
Хоча значна частина репертуару леутарської музики базується на західноєвропейських мажорних і мінорних ладах, важливе місце займають і турецькі модальні концепції. Система макамів, як і інші модальні традиції Індії та Близького Сходу, включає не лише певний лад або інтервальну структуру, а й ієрархічні відносини між звуками, підпорядковані складній системі правил, що відсутні в європейській музиці.

### Леутарська музика і клезмер
З кінця XVIII століття в Молдові співіснували леутари та клезмери. Змішані єврейсько-циганські ансамблі не були рідкістю, а багато клезмерів і леутарів володіли двома або трьома мовами — їдишем, румунською та грецькою. Це сприяло формуванню змішаного репертуару: молдавська музика з елементами клезмера для молдавської аудиторії та клезмерська музика з молдавськими елементами для єврейської. Клезмери асимілювали молдавські мотиви у свої основні жанри, зберігаючи румунські назви (дойна, хора, жок, сирба, булгар). Молдавська музика вважається головним неєврейським джерелом клезмерської традиції. В свою чергу, мелодії, такі як шер, фрейлєх і хосид, увійшли до репертуару леутарів Бессарабії та Буковини. Філімон першим зазначив, що єврейські музиканти принесли в регіон цимбали, які згодом стали ключовим акомпануючим інструментом у леутарських тарафах.

### Манеле
Термін «маня́» вперше з'явився у молдавських джерелах у 1850-х роках. У той час це слово позначало повільну, тужливу турецьку любовну пісню, ймовірно, зі вільним ритмом, що перемежовувалася голосінням. До кінця XIX — початку XX століття манеле поступово виконувалися все рідше і переважно леутарами. Точний час появи танцювальних асоціацій у піснях манеле залишається неясним. Прикладами леутарських манеле є пісні «Șaraiman», «Ileană, Ileană» Ромікі Пучану і «Maneaua» Габі Лу́нке[рум.].
У середині 1960-х років серед музикантів Бухареста з'явилися нові манеле, можливо, під впливом музики тюркського населення румунської Добруджі. Для нових манеле характерний ритм чифтетеллі (тур. çiftetelli, грец. τσιφτετέλι), що використовується у танці живота в Анатолії та на Балканах. Цей жанр поширився серед циганських громад півдня Румунії, а на початку 1990-х років, після скасування цензури, нові манеле стали популярними по всій країні.

## Сучасна леутарська музика
У післявоєнний період у Молдові почали з'являтися так звані концертні тарафи, орієнтовані на сценічні виступи, на відміну від традиційних леутарських тарафів, пов'язаних із народними звичаями та ритуалами. Такі колективи могли бути як аматорськими, так і професійними, входячи до складу державних концертних установ. Склад варіювався від 4–5 музикантів у невеликих тарафах до 7–10 у великих; лідер, як правило, грав на скрипці або акордеоні. До 1970-х років стиль концертних тарафів став більш еклектичним, а їхній репертуар — менш пов'язаним із традиційною леутарською музикою. Використання нотних записів і аранжувань обмежувало характерний для леутарської музики імпровізаційний стиль. Репертуар концертних тарафів включав оброблені версії інструментальної та танцювальної музики, а також народні пісні.
Більш розвиненою формою концертного тарафа стали оркестри народної музики, створені в 1960-х і 1970-х роках у рамках державних концертних установ. Кількість музикантів зросла до 15–25 осіб, з'явилася закріплена роль диригента, а більшість виконавців мали академічну музичну освіту. Фольклорний матеріал виконувався в обробленому та стилізованому вигляді, традиційні ритмічні та структурні елементи спрощувалися й ставали більш жорсткими.
У той самий період у Румунії, за радянською моделлю, створювалися великі оркестри, що налічували до 100 леутарів. Серед них виділявся оркестр Барбу Леутару, заснований у 1949 році, в якому грали такі відомі музиканти, як Феніке Лука, Луце Іовице, Віктор Прєдєску, Ніку Стенеску, Іонел Будіштяну, Іон Злотя, Іон Петуріке та інші. Ці оркестри зіграли позитивну роль у збереженні таких народних інструментів, як кобза і най, водночас офіційно пропагована музика втратила імпровізаційний характер, а регіональні особливості стали менш вираженими.
У другій половині XX століття еліта міських леутарів Бухареста стала привілейованою спільнотою, «циганами з шовку», добре асимільованою в румунському суспільстві. Відомі виконавці були присутні на радіо й телебаченні. Попри домінування чоловіків у леутарській музиці, центральне місце в цей період займали співачки Роміка Пучану та Габі Лунке.
З 1972 року в науковій літературі про леутарську музику перестали згадувати циган. У цей період існували комісії, що стежили за «чистотою» музики леутарів. Водночас поширилася думка, що циганські музиканти відповідальні за деградацію румунської народної музики. Французький музикознавець Бернар Лорта-Жакоб, співпрацюючи зі Сперанцою Редулеску, наводить її висловлювання 1981 року: «цигани не спотворюють румунську музику,… вони роблять її живою!».
З 1990-х років багато леутарів стали відомими за межами Румунії, серед них Taraf de Haïdouks, Роміка Пучану, Габі Лунке і Fanfare Ciocârlia. Taraf de Haïdouks взяли участь у кількох західних фільмах, включаючи «Latcho Drom» і «Людина, яка плакала». За музику до останнього фільму колектив у 2002 році був удостоєний премії BBC Radio 3 Awards for World Music у категорії «Найкраща група в регіоні Європа — Близький Схід».
Сучасний стан леутарської музики багато в чому зумовлений зміною способу життя суспільства, особливо у зв'язку з урбанізацією та глобалізацією. леутарська музика вже не відіграє колишньої ролі на традиційних святах. Александру Черчел, записавши у 1957 році спільно з Інститутом етнографії та фольклору імені Константин Бреїлою близько 150 мелодій, скаржився, що за останні 10–15 років старі пісні зникають. Сперанца Редулеску пише в анотації до аудіокасети, випущеної у 1993 році: «Ця касета є першим опублікованим записом, присвяченим музиці сільських духових оркестрів Молдови, яка була зафіксована на початку її величного, але невблаганного занепаду».
Багато сучасних виконавців вносять леутарські елементи в поп-музику та манеле. Це надає леутарській музиці ширшої популярності, але іноді викликає критику за спрощення або комерціалізацію оригінального стилю.
Одночасно з комерціалізацією зріс інтерес до автентичних народних традицій. Такі музиканти та дослідники, як ансамбль старовинної музики «Антон Панн», гурт Trei Parale, Богдан Сіміон, ансамбль Zicălașii (Румунія), а також Тудор Унгуряну та його фольклорний ансамбль «Ștefan Vodă» (Молдова), займаються відродженням старовинних форм і репертуару леутарської музики.
Збережені в Румунії традиційні леутарські тарафи у 2020 році були включені до Репрезентативного списку нематеріальної культурної спадщини людства ЮНЕСКО. На честь леутарів названо Національний оркестр народної музики «Леутарій» при Молдавській філармонії. Фільм «Лаутари» Еміля Лотяну присвячений життю молдавських леутарів.

## Нотатки
1. ↑  Cantemir, 1714: лат. …musicos illius loci, qui vix alii nisi Cingari esse solent.
2. ↑  Найдавніша задокументована гільдія лăутарів з'явилася у 1723 році в Крайові, за нею слідували гільдії в Яссах (1761) та Хуші (1795) (Georgescu, 1984). Композитор і музикознавець Міхайл Послушніку також згадує (Posluşnicu, 1928) про існування єврейських гільдій лăутарів у Бухаресті (1818) та Яссах (1835).
3. ↑  Найдавніша відома згадка про інструмент типу скрипки у Валахії та Молдові з'являється в описі польського історика Мацея Стрийковського від 1582 року: «Про це волохи та молдовани співають безперервно на кожному святі, граючи на сербських скрипках, виголошуючи своєю мовою: „Штефан, Штефан, воєвода! Штефан, Штефан, воєвода! Він розбивав турків…“» (пол. O tym Wołoszy i Multani piewaj ustawicznie w kadej biesiedzie na serbskich skrzypicach przygrawajc swoim jzykiem: „Stephan, Stephan, wojewoda! Stephan, Stephan, wojewoda! bijal Turków!…, Stryjkowski, 1864)
4. ↑  Carra, 1781: фр. Le violon, la guittare allemande, & un sifflet à huit embouchures… «Німецька гітара» (цистра), швидше за все, відноситься до кобзи. Флейта з восьми отворами – най.
5. ↑  Wilkinson, 1820: «The instruments mostly used are the common violin, the Pan-pipe, and a kind of guitar or lute peculiar to the country.»
6. ↑  Бурада називає його Францем Рушицьким (рум. Franz Ruşitschi) (Burada, 1888)
7. ↑  У перекладі з румунської — брунька.
8. ↑  Спотворене рум. Te iubesc peste măsură (Люблю тебе безмірно).
9. ↑  Спотворене рум. Arde-mă, frige-mă (Пали мене, печи мене). Слова до пісні записав румунський письменник Василе Александрі.
10. ↑  Хоч пали, хоч заріж (у перекладі В. Сосюри).
11. ↑  Пізніше ця мелодія, через Івана Тургенєва, з'явилася в пісні циганки Степаніди в романі «Брати Земганно» Едмона де Гонкура (фр. Vieux époux, barbare époux, Égorge-moi! brûle-moi!
12. ↑  фр. …nous avons retrouvé chez eux un beau filon de la grande veine musicale.
13. ↑  рум. Ciocârlia (чокирлія) — жайворонок.
14. ↑  Montégut, 1889: фр. Ces êtres, éminemment doués, sont presque des instruments eux-mêmes.
15. ↑  Lupu, Negel, 2004, Lupu, 2004: Струна A виймається з її виїмки на підставці, розміщується ближче до струни E та налаштовується на чверть тону нижче.
16. ↑  Auer, 1923: англ. ...the innumerable Hungarian Gypsy violinists, famous the world over, the Roumanian Gypsies being the only ones who equal these children of the Puszta in their natural talent for the fiddle.
17. ↑  Молдавський леутар із регіону Ботошані (1951–2013).
18. ↑  Буквально «музика передмістя», похідне від махалла.
19. ↑  Різниця між леутарською музикою та власне ромською музикою добре ілюструється компакт-диском, випущеним Сперанцою Редулеску в серії Ethnophonie, який представляє музику двох громад села — лăутарських циган і урсарів: Роми та цигани з села Грація, Телеорман (рум. Romi și țigani din satul Gratia, Teleorman). Див. також альбом Bear Tamers Music гурту Shukar (урсарська частина Shukar Collective[ro]).
20. ↑  рум. balada, cântec bătrânesc
21. ↑  рум. muzica de ascultare
22. ↑  рум. cântec de pahar, pahar по-румунськи означає склянку.
23. ↑  рум. muzica de nuntă.
24. ↑  рум. corăgheasca
25. 1 2 3 4  рум. doină de dragoste
26. ↑  Для опису асиметричних ритмів у румунській музиці Константін Бреїлою увів термін «аксак[en]», запозичений із турецької музичної теорії (Brăiloiu, 1951).
27. ↑  рум. doina, horă, joc, sârbă, bulgărească
28. ↑  Лад лэутарських цимбал відрізняється від угорського та збігається з клезмерським. Філімон використовує термін «канон» для позначення цимбал (рум. canon, пор. канун) (Filimon, 2008).
29. ↑  рум. manea, мн.ч. мане́ле (рум. manele).
30. ↑  рум. țigani de mătase.
31. ↑  фр. ...les Tsiganes n’altèrent pas la musique roumaine que vous voulez sanctuariser, ils la font tout simplement vivre!

Примітки
1. 1 2 3 4  Posluşnicu, 1928.
2. ↑  Chiseliță, 2009, с. 79.
3. 1 2  Rădulescu, 1996.
4. ↑  Fanfara Zece Prăjini.
5. 1 2  Alexandru, 1956.
6. ↑  dexonline.ro.
7. 1 2 3 4 5 6  Chiseliță, 2009.
8. 1 2  Iordan, 2025.
9. ↑  Alexandru, 1980.
10. 1 2 3  Cosma, 1996.
11. ↑  Pann, 1831.
12. 1 2  Pann, 1837.
13. ↑  Pann, 1955.
14. ↑  Rouschitzki, 1834.
15. ↑  Ружицкий, 1981.
16. ↑  Mikuli, c. 1855.
17. ↑  Bartók.
18. ↑  Brăiloiu.
19. ↑  Bartók, 1913.
20. ↑  scena9.ro.
21. ↑  Rădulescu, 1984.
22. ↑  Rădulescu, 2015.
23. ↑  Ethnophonie.
24. ↑  Горчаков, 1974.
25. ↑  Пушкин, 1982.
26. ↑  Пушкин, 1825.
27. ↑  Mica.
28. ↑  Pushkin, 1964.
29. ↑  Siminică.
30. ↑  Burada, 1888.
31. ↑  Karl, 1874.
32. ↑  Liszt, 1859, с. 196.
33. ↑  Dinicu.
34. ↑  Setaro, 2018.
35. ↑  Nicolae Neacșu (Taraf de Haïdouks).
36. ↑  Bunea, 2010.
37. ↑  Котляров, 1989.
38. ↑  Filimon, 2008.
39. 1 2  Sadie та Tyrrell, 2001.
40. ↑  Stoichiță.
41. 1 2  Garfias, 1981.
42. 1 2  Feldman, 1994.
43. ↑  Feldman, 2020.
44. ↑  Goldin, 1989.
45. ↑  Chiseliţă, 2008.
46. ↑  Feldman, 2016, с. 107.
47. ↑  Beissinger, 2007.
48. 1 2  Giurchescu та Rădulescu, 2011.
49. 1 2  Beissinger, Rădulescu та Giurchescu, 2016.
50. ↑  Puceanu, 1975.
51. ↑  Eliznik.
52. ↑  Luncă.
53. ↑  Puceanu, 1984.
54. ↑  Lambru.
55. ↑  Beissinger, 2024.
56. ↑  Rădulescu, 1997.
57. ↑  Lortat-Jacob та Aubert, 2022.
58. ↑  Awards for World Music.
59. ↑  Grigorescu.
60. ↑  discogs.com (Fanfara).
61. ↑  Ansamblul de muzică veche Anton Pann.
62. ↑  Trei parale.
63. ↑  Zicălașii.
64. ↑  Ansamblul Folcloric „Ștefan Vodă”.
65. ↑  Intangible Cultural Heritage of Humanity, 2020.

## Відео
- Ethnophonie. Channel. YouTube.{{cite web}}:  Обслуговування CS1: Сторінки з параметром url-status, але без параметра archive-url (посилання)
- Fanfara Zece Prăjini. Horă cu strigături. YouTube. Ethnophonie.{{cite web}}:  Обслуговування CS1: Сторінки з параметром url-status, але без параметра archive-url (посилання)
- Lupu, Constantin (2004). Hora cu corzi încălecate. YouTube.{{cite web}}:  Обслуговування CS1: Сторінки з параметром url-status, але без параметра archive-url (посилання)
- Nicolae Neacșu (Taraf de Haïdouks). Balada conducătorului. YouTube.{{cite web}}:  Обслуговування CS1: Сторінки з параметром url-status, але без параметра archive-url (посилання)
- Luncă, Gabi. Cu-o damigeană și-un pahar. YouTube. Arhiva TVR.{{cite web}}:  Обслуговування CS1: Сторінки з параметром url-status, але без параметра archive-url (посилання)
- Puceanu, Romica (1984). Pe mine mă cheamă floare. YouTube. TVR.
- Puceanu, Romica (1975). Șaraiman. YouTube. Electrecord.

- Lambru, Fărâmiță. Inel, inel de aur (1973). YouTube. Arhiva TVR.{{cite web}}:  Обслуговування CS1: Сторінки з параметром url-status, але без параметра archive-url (посилання)
- Mica, Alexandru. Arde-mă, frige-mă. YouTube. Electrecord.{{cite web}}:  Обслуговування CS1: Сторінки з параметром url-status, але без параметра archive-url (посилання)
- Siminică, Dona Dumitru. La șalul cel negru. YouTube. Electrecord.{{cite web}}:  Обслуговування CS1: Сторінки з параметром url-status, але без параметра archive-url (посилання)
- Dinicu, Grigoraș. Ciocârlia. YouTube. Electrecord.{{cite web}}:  Обслуговування CS1: Сторінки з параметром url-status, але без параметра archive-url (посилання)
- Bear Tamers Music. Shukar. YouTube.{{cite web}}:  Обслуговування CS1: Сторінки з параметром url-status, але без параметра archive-url (посилання)
- Ansamblul de muzică veche Anton Pann. Channel. YouTube.{{cite web}}:  Обслуговування CS1: Сторінки з параметром url-status, але без параметра archive-url (посилання)
- Trei parale. Channel. YouTube.{{cite web}}:  Обслуговування CS1: Сторінки з параметром url-status, але без параметра archive-url (посилання)
- Zicălașii. Playlist. YouTube.{{cite web}}:  Обслуговування CS1: Сторінки з параметром url-status, але без параметра archive-url (посилання)

## Додаткова література
- Garfias, Robert (1984). Dance among the Urban Gypsies of Romania [Танець серед міських циган Румунії]. Yearbook for Traditional Music (англ.). 16: 84—96.
- Beissinger, Margaret H. (1991). The art of the lăutar: the epic tradition of Romania [Мистецтво леутарів: епічна традиція Румунії]. Harvard Dissertations in Folklore and Oral Tradition  (англ.). New York: Garland Publishing. ISBN 978-0824-02-897-8.
- Chiseliță, Vasile (2002). Muzica instrumentală din nordul Bucovinei. Repertoriul de fluier [Інструментальна музика північної Буковини. Репертуар для флуєра] (рум.). Chișinău: Știința. ISBN 9975-67-256-6.
- Ghilaș, Victor (2009). Din istoria muzicii tradiționale [З історії традиційної музики]. Arta muzicală a Moldovei. Istorie și modernitate (рум.). Chișinău: Grafema Libris: 17—65. ISBN 978-9975-52-046-1.
- Bunea, Diana (2014). Coordonate stilistice interpretative ale formațiilor lăutărești din Edineț, nordul Republicii Moldova [Інтерпретаційні стилістичні координати леутарських ансамблів з Єдинець, північна Молдова]. Congresul Internațional de Muzicologie (рум.) (2): 5—9. ISSN 2285-6269.
- Vasilescu, Costel (2015). Anii de glorie ai muzicii lăutărești [Роки слави леутарської музики] (рум.). București: Eikon. ISBN 9786067113952.
- Prato, Paolo, ред. (2017). Muzica Lautareasca; Muzica Populara (Romania). Bloomsbury Encyclopedia of Popular Music of the World. Genres: Europe (англ.). Т. 11. London: Bloomsbury Publishing. ISBN 9781501326103.